# Thang bão Saffir–Simpson
Thang bão Saffir–Simpson là thang phân loại bão được sử dụng nhiều nhất cho các xoáy thuận nhiệt đới ở Tây Bán cầu có cường độ vượt quá cường độ của các áp thấp nhiệt đới và các trận bão nhiệt đới. Thang này chia các cơn bão thành 5 cấp được phân biệt theo cường độ sức gió kéo dài của nó. Để phân loại như là một cơn bão, một xoáy thuận nhiệt đới phải có sức gió kéo dài tối đa ít nhất là 74 dặm trên giờ (33 mét trên giây; 64 knot hay 119 kilômét trên giờ). Cao nhất trong thang bão này là cấp 5 là các cơn bão có sức gió trên 155 mph (69 m/s; 136 kt; 249 km/h).
Phân loại này được dùng để đánh giá mức độ gây thiệt hại và khả năng gây ngập lụt của bão khi đổ bộ vào đất liền, dù có một số ý kiến cho rằng nó quá đơn giản. Về mặt chính thức, thang bão Saffir–Simpson được sử dụng để mô tả các cơn bão hình thành ở Đại Tây Dương và bắc Thái Bình Dương về phía đông đường đổi ngày quốc tế. Các khu vực và quốc gia khác có hệ thống phân loại riêng, chủ yếu dựa trên thang sức gió Beaufort. Ví dụ, các nhà khí tượng học Úc dùng hệ thống từ cấp 1 đến cấp 5, gọi là các cấp độ dữ dội của bão (tropical cyclone severity categories). Không như thang Saffir–Simpson, hệ thống của Úc đánh giá dựa trên sức gió giật mạnh nhất thay vì gió kéo dài. Theo thang của Úc, các cấp độ bão thấp hơn so với thang Saffir–Simpson; cấp độ 2 của Úc tương đương với cấp 1 trên thang Saffir–Simpson.

## Lịch sử

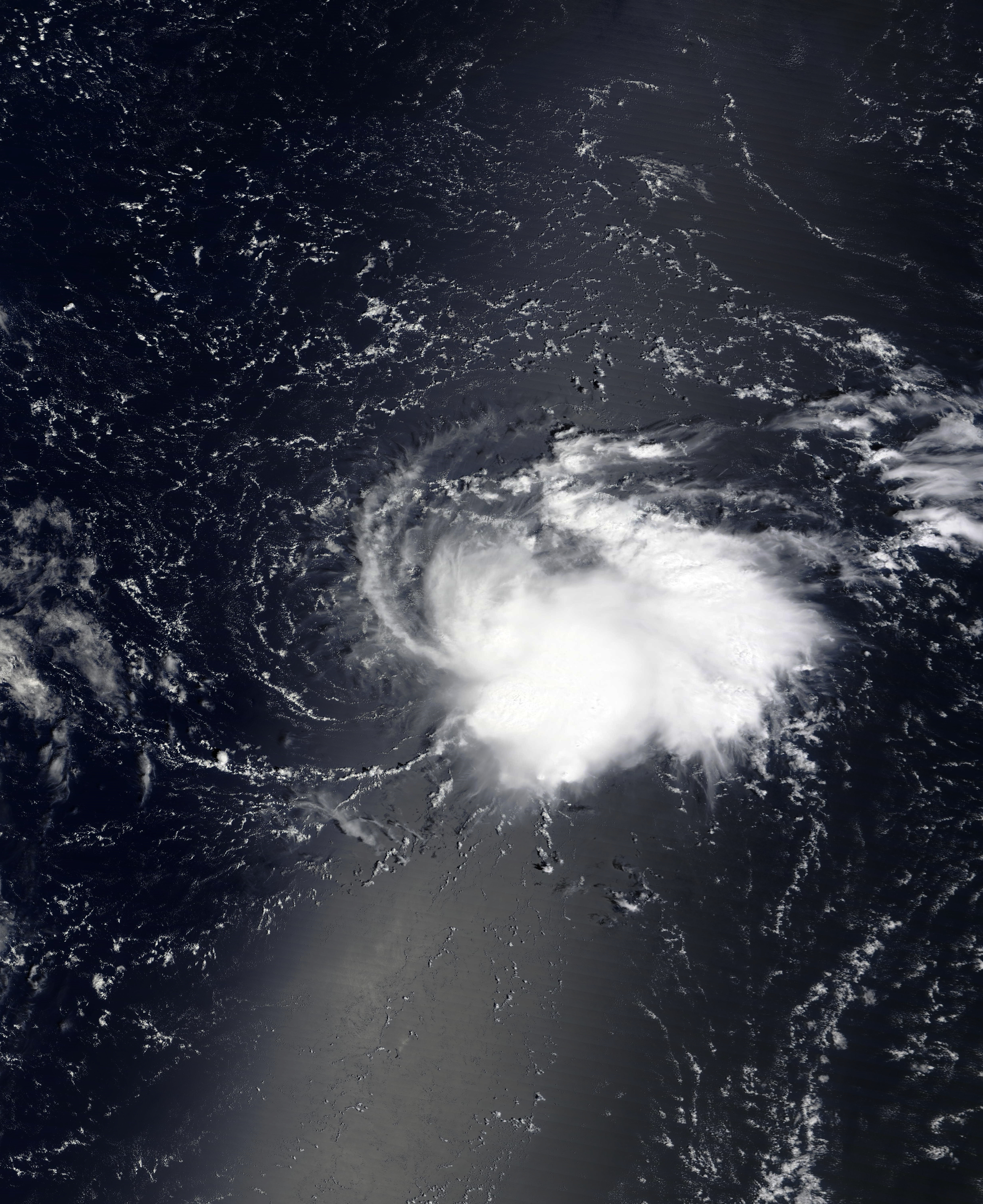
Áp thấp nhiệt đới Eleven (áp thấp nhiệt đới số 11) trên biển Đại Tây Dương ngày 29 tháng 8 năm 2023.

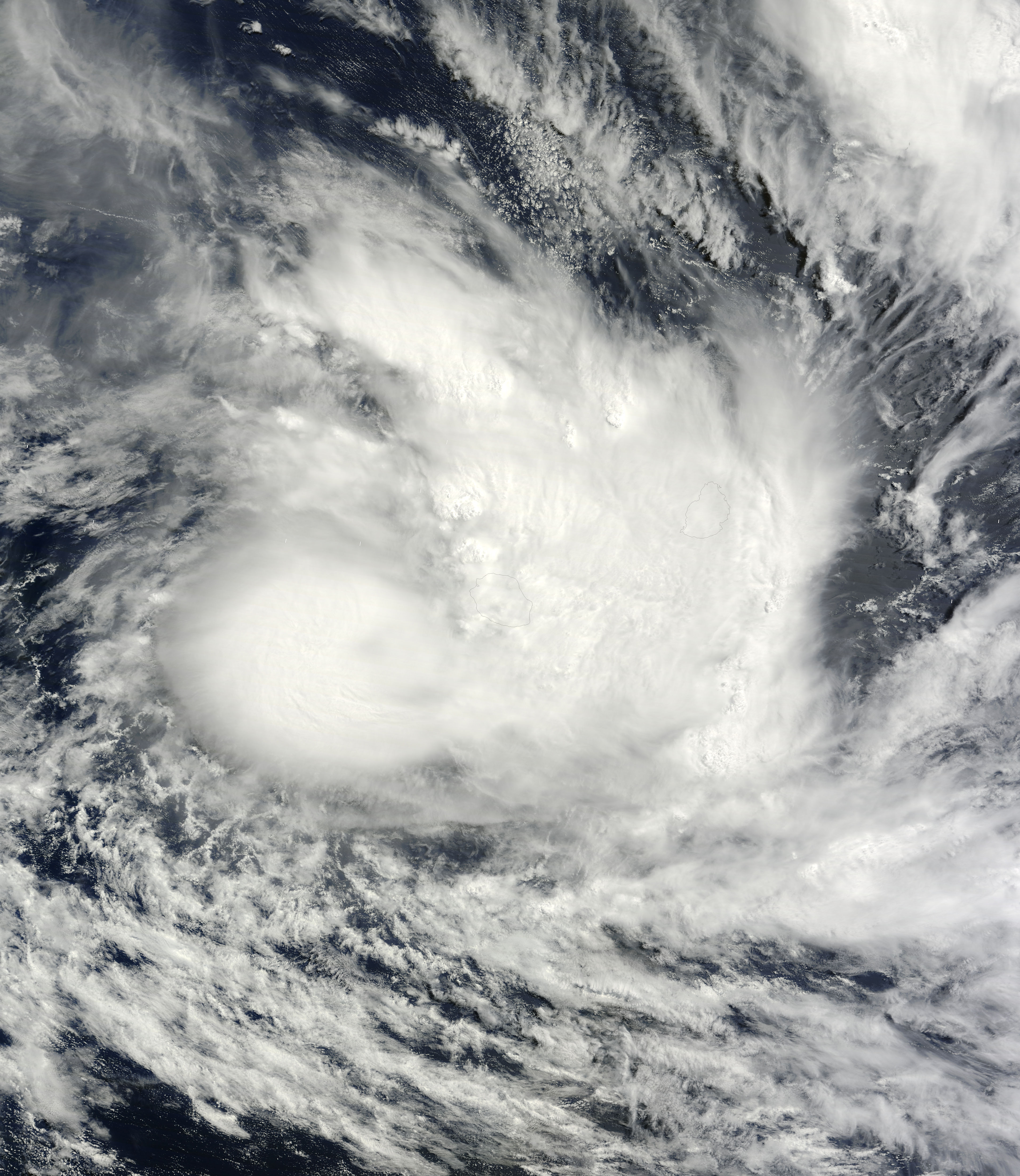
Bão nhiệt đới Haliba trên biển tây nam Ấn Độ Dương năm 2015.

Thang bão Saffir–Simpson là thang phân loại bão theo cường độ gió kéo dài, được kỹ sư dân dụng Herbert Saffir và nhà khí tượng học Bob Simpson, giám đốc Trung tâm dự báo bão quốc gia Hoa Kỳ (NHC) phát triển năm 1971. Thang bão này được giới thiệu với công chúng năm 1973, và sử dụng phổ biến sau khi Neil Frank thay thế Simpson lãnh đạo NHC năm 1974.
Thang ban đầu được Saffir, một kỹ sư kết cấu, xây dựng năm 1969 khi thực hiện công việc do Liên hiệp quốc ủy nhiệm để nghiên cứu xây dựng nhà ở giá rẻ trong các khu vực nhiều bão. Trong khi nghiên cứu, Saffir nhận ra rằng không có một thang đơn giản để miêu tả các tác động có thể xảy ra của một cơn bão. Biết được lợi ích của thang Richter trong việc mô tả các trận động đất, ông nghĩ ra thang từ 1 đến 5 dựa trên vận tốc gió có thể gây hư hại dự kiến cho các kiến trúc xây dựng. Saffir cung cấp thang này cho NHC, và Simpson bổ sung thêm các hiệu ứng sóng cồn của bão (chiều cao sóng) và ngập lụt. Tuy nhiên, năm 2009, NHC đã loại bỏ các khoảng khí áp và sóng cồn ra khỏi các cấp, biến đổi nó thành thang sức gió thuần túy. Thang bão này không tính tới lượng mưa hay vị trí, nghĩa là một cơn bão cấp 2 nếu đi qua một thành phố lớn sẽ có thể gây thiệt hại lớn hơn cơn bão cấp 5 đi qua khu vực nông thôn.
NHC quyết định rằng cho mùa bão 2009 người ta sẽ dùng thang gió bão Saffir–Simpson thử nghiệm (SSHWS), vẫn dựa trên thang SSHS, nhưng loại trừ mức độ ngập lụt và các ước tính sóng cồn. Trung tâm này trích dẫn một loạt các trận bão làm các lý do để loại bỏ thông tin "không chính xác về mặt khoa học", như bão Katrina và bão Ike với cả hai đều có sóng cồn cao hơn so với ước tính và bão Charley với sóng cồn thấp hơn mức dự báo.

## Các cấp
Thang bão này chia tách các cơn bão biển thành 5 cấp khác biệt, dựa trên sức gió, khí áp trung tâm và sóng cồn. Trung tâm dự báo bão quốc gia Hoa Kỳ phân loại bão cấp 3 trở lên là các trận bão lớn. Phần lớn các tổ chức dự báo thời tiết sử dụng định nghĩa cho sức gió kéo dài do Tổ chức khí tượng thế giới (WMO) khuyến cáo, trong đó định rõ các sức gió đo đạc tại độ cao 10 m (33 ft) trong 10 phút và sau đó lấy số liệu trung bình. Ngược lại, Cục dự báo thời tiết quốc gia Hoa Kỳ định nghĩa sức gió kéo dài như là tốc độ gió trung bình trong thời gian 1 phút tại độ cao 10 m (33 ft). Các giá trị khí áp tâm bão và sóng cồn là xấp xỉ và thường phụ thuộc các yếu tố khác, như quy mô của cơn bão và vị trí của nó. Cường độ của các cơn bão ví dụ tính theo cả thời gian đổ bộ vào đất liền và cường độ tối đa.
Thang bão này là gần đúng với logarit của sức gió, và tốc độ gió tối đa cho cấp "c" (c=1, 2, 3) có thể biểu diễn như sau: {\displaystyle 81\times 10^{c/15}} dặm trên giờ, làm tròn tới bội số gần nhất của 5.
Năm cấp được sắp xếp trong bảng sau theo trật tự tăng dần lên:
| Cấp 1 | Gió kéo dài            | 33–42 m/s | 74–95 mph | 64–82 kt | 119–153 km/h |
| Cấp 1 | Sóng cồn               | 4–5 ft | 4–5 ft | 1,2–1,5 m | 1,2–1,5 m |
| Cấp 1 | Áp suất tâm bão        | 28,94 inch Hg | 28,94 inch Hg | 735 mm Hg | 735 mm Hg |
| Cấp 1 | Khả năng gây thiệt hại | Không có thiệt hại thực sự cho các cấu trúc xây dựng. Thiệt hại chủ yếu cho nhà cửa di động không neo chặt, cây cối và bụi rậm. Thiệt hại nhỏ cho cầu cảng và có thể gây ngập lụt. | Không có thiệt hại thực sự cho các cấu trúc xây dựng. Thiệt hại chủ yếu cho nhà cửa di động không neo chặt, cây cối và bụi rậm. Thiệt hại nhỏ cho cầu cảng và có thể gây ngập lụt. | Không có thiệt hại thực sự cho các cấu trúc xây dựng. Thiệt hại chủ yếu cho nhà cửa di động không neo chặt, cây cối và bụi rậm. Thiệt hại nhỏ cho cầu cảng và có thể gây ngập lụt. | Không có thiệt hại thực sự cho các cấu trúc xây dựng. Thiệt hại chủ yếu cho nhà cửa di động không neo chặt, cây cối và bụi rậm. Thiệt hại nhỏ cho cầu cảng và có thể gây ngập lụt. |
| Cấp 1 | Mẫu bão                | Bão Agnes – bão Danny – bão Diane – bão Irene – bão Gaston – bão Hagibis (2007) - bão Kai-Tak (2012) - bão Kalmaegi (2014) - bão Mirinae (2016) | Bão Agnes – bão Danny – bão Diane – bão Irene – bão Gaston – bão Hagibis (2007) - bão Kai-Tak (2012) - bão Kalmaegi (2014) - bão Mirinae (2016) | Bão Agnes – bão Danny – bão Diane – bão Irene – bão Gaston – bão Hagibis (2007) - bão Kai-Tak (2012) - bão Kalmaegi (2014) - bão Mirinae (2016) | Bão Agnes – bão Danny – bão Diane – bão Irene – bão Gaston – bão Hagibis (2007) - bão Kai-Tak (2012) - bão Kalmaegi (2014) - bão Mirinae (2016) |
| Cấp 2 | Gió kéo dài            | 43–49 m/s | 96–110 mph | 83–95 kt | 154–177 km/h |
| Cấp 2 | Sóng cồn               | 6–8 ft | 6–8 ft | 1,8–2,4 m | 1,8–2,4 m |
| Cấp 2 | Áp suất tâm bão        | 28,50–28,91 inch Hg | 28,50–28,91 inch Hg | 724–734 mm Hg | 724–734 mm Hg |
| Cấp 2 | Khả năng gây thiệt hại | Làm hư hỏng một số mái nhà, cửa, cửa sổ, biển hiệu và biển quảng cáo. Thiệt hại đáng kể cho cây trồng, nhà cửa có cấu trúc kém. Có thể gây ngập lụt cầu cảng và những tàu thuyền nhỏ không cột bảo vệ có thể bị gãy. | Làm hư hỏng một số mái nhà, cửa, cửa sổ, biển hiệu và biển quảng cáo. Thiệt hại đáng kể cho cây trồng, nhà cửa có cấu trúc kém. Có thể gây ngập lụt cầu cảng và những tàu thuyền nhỏ không cột bảo vệ có thể bị gãy. | Làm hư hỏng một số mái nhà, cửa, cửa sổ, biển hiệu và biển quảng cáo. Thiệt hại đáng kể cho cây trồng, nhà cửa có cấu trúc kém. Có thể gây ngập lụt cầu cảng và những tàu thuyền nhỏ không cột bảo vệ có thể bị gãy. | Làm hư hỏng một số mái nhà, cửa, cửa sổ, biển hiệu và biển quảng cáo. Thiệt hại đáng kể cho cây trồng, nhà cửa có cấu trúc kém. Có thể gây ngập lụt cầu cảng và những tàu thuyền nhỏ không cột bảo vệ có thể bị gãy. |
| Cấp 2 | Mẫu bão                | Bão Bob – bão Bonnie – bão Dora – bão Frances – bão Juan – bão Damrey (2017) - bão Doksuri (2017) - bão Tembin (2017) | Bão Bob – bão Bonnie – bão Dora – bão Frances – bão Juan – bão Damrey (2017) - bão Doksuri (2017) - bão Tembin (2017) | Bão Bob – bão Bonnie – bão Dora – bão Frances – bão Juan – bão Damrey (2017) - bão Doksuri (2017) - bão Tembin (2017) | Bão Bob – bão Bonnie – bão Dora – bão Frances – bão Juan – bão Damrey (2017) - bão Doksuri (2017) - bão Tembin (2017) |
| Cấp 3 | Gió kéo dài            | 50–58 m/s | 111–130 mph | 96–113 kt | 178–209 km/h |
| Cấp 3 | Sóng cồn               | 9–12 ft | 9–12 ft | 2,7–3,7 m | 2,7–3,7 m |
| Cấp 3 | Áp suất tâm bão        | 27,91–28,47 inch Hg | 27,91–28,47 inch Hg | 709–723 mm Hg | 709–723 mm Hg |
| Cấp 3 | Khả năng gây thiệt hại | Một số thiệt hại cấu trúc của nhà cửa nhỏ và các công trình xây dựng khác, một số màn cửa (bằng nhôm) bị gãy. Biển hiệu và biển quảng cáo bị hư hỏng. Nhà cửa di động bị phá sập. Cây cối bị gãy đổ. Ngập lụt ven biển phá hủy các kết cấu xây dựng nhỏ, các công trình xây dựng lớn bị hư hại bởi các mảnh vụn do ngập lụt tạo ra. Có thể ngập lụt trong đất liền.                                                                                                   | Một số thiệt hại cấu trúc của nhà cửa nhỏ và các công trình xây dựng khác, một số màn cửa (bằng nhôm) bị gãy. Biển hiệu và biển quảng cáo bị hư hỏng. Nhà cửa di động bị phá sập. Cây cối bị gãy đổ. Ngập lụt ven biển phá hủy các kết cấu xây dựng nhỏ, các công trình xây dựng lớn bị hư hại bởi các mảnh vụn do ngập lụt tạo ra. Có thể ngập lụt trong đất liền.                                                                                                   | Một số thiệt hại cấu trúc của nhà cửa nhỏ và các công trình xây dựng khác, một số màn cửa (bằng nhôm) bị gãy. Biển hiệu và biển quảng cáo bị hư hỏng. Nhà cửa di động bị phá sập. Cây cối bị gãy đổ. Ngập lụt ven biển phá hủy các kết cấu xây dựng nhỏ, các công trình xây dựng lớn bị hư hại bởi các mảnh vụn do ngập lụt tạo ra. Có thể ngập lụt trong đất liền.                                                                                                   | Một số thiệt hại cấu trúc của nhà cửa nhỏ và các công trình xây dựng khác, một số màn cửa (bằng nhôm) bị gãy. Biển hiệu và biển quảng cáo bị hư hỏng. Nhà cửa di động bị phá sập. Cây cối bị gãy đổ. Ngập lụt ven biển phá hủy các kết cấu xây dựng nhỏ, các công trình xây dựng lớn bị hư hại bởi các mảnh vụn do ngập lụt tạo ra. Có thể ngập lụt trong đất liền.                                                                                                   |
| Cấp 3 | Mẫu bão                | Bão Fran – bão Tân Anh Cát Lợi (1938) – bão Isidore – bão Jeanne – bão Opal – bão Kong-rey (2007) – bão Sơn Tinh (2012) - bão Wutip (2013) – bão Nari (2013) – bão Molave (2020) | Bão Fran – bão Tân Anh Cát Lợi (1938) – bão Isidore – bão Jeanne – bão Opal – bão Kong-rey (2007) – bão Sơn Tinh (2012) - bão Wutip (2013) – bão Nari (2013) – bão Molave (2020) | Bão Fran – bão Tân Anh Cát Lợi (1938) – bão Isidore – bão Jeanne – bão Opal – bão Kong-rey (2007) – bão Sơn Tinh (2012) - bão Wutip (2013) – bão Nari (2013) – bão Molave (2020) | Bão Fran – bão Tân Anh Cát Lợi (1938) – bão Isidore – bão Jeanne – bão Opal – bão Kong-rey (2007) – bão Sơn Tinh (2012) - bão Wutip (2013) – bão Nari (2013) – bão Molave (2020) |
| Cấp 4 | Gió kéo dài            | 59–69 m/s | 131–155 mph | 114–135 kt | 210–249 km/h |
| Cấp 4 | Sóng cồn               | 13–18 ft | 13–18 ft | 4,0–5,5 m | 4,0–5,5 m |
| Cấp 4 | Áp suất tâm bão        | 27,17–27,88 inHg | 27,17–27,88 inHg | 690–708 mm Hg | 690–708 mm Hg |
| Cấp 4 | Khả năng gây thiệt hại | Các màn cửa gãy đổ nhiều hơn, các mái của các ngôi nhà nhỏ, các biển hiệu, biển quảng cáo bị phá hỏng. Có nhiều cây cối bị gãy đổ. Xói mòn mạnh ven biển. Ngập lụt trong đất liền. | Các màn cửa gãy đổ nhiều hơn, các mái của các ngôi nhà nhỏ, các biển hiệu, biển quảng cáo bị phá hỏng. Có nhiều cây cối bị gãy đổ. Xói mòn mạnh ven biển. Ngập lụt trong đất liền. | Các màn cửa gãy đổ nhiều hơn, các mái của các ngôi nhà nhỏ, các biển hiệu, biển quảng cáo bị phá hỏng. Có nhiều cây cối bị gãy đổ. Xói mòn mạnh ven biển. Ngập lụt trong đất liền. | Các màn cửa gãy đổ nhiều hơn, các mái của các ngôi nhà nhỏ, các biển hiệu, biển quảng cáo bị phá hỏng. Có nhiều cây cối bị gãy đổ. Xói mòn mạnh ven biển. Ngập lụt trong đất liền. |
| Cấp 4 | Mẫu bão                | bão Gustav – bão Ike – bão Paloma – bão Durian (2006) – bão Xangsane (2006) - bão Chanchu (2006) – bão Utor (2013) – bão Usagi (2013) – bão Sarika (2016) – bão Vamco (2020) – bão Krathon (2024) - bão Kong-rey (2024) | bão Gustav – bão Ike – bão Paloma – bão Durian (2006) – bão Xangsane (2006) - bão Chanchu (2006) – bão Utor (2013) – bão Usagi (2013) – bão Sarika (2016) – bão Vamco (2020) – bão Krathon (2024) - bão Kong-rey (2024) | bão Gustav – bão Ike – bão Paloma – bão Durian (2006) – bão Xangsane (2006) - bão Chanchu (2006) – bão Utor (2013) – bão Usagi (2013) – bão Sarika (2016) – bão Vamco (2020) – bão Krathon (2024) - bão Kong-rey (2024) | bão Gustav – bão Ike – bão Paloma – bão Durian (2006) – bão Xangsane (2006) - bão Chanchu (2006) – bão Utor (2013) – bão Usagi (2013) – bão Sarika (2016) – bão Vamco (2020) – bão Krathon (2024) - bão Kong-rey (2024) |
| Cấp 5 | Gió kéo dài            | ≥70 m/s | ≥156 mph | ≥136 kt | ≥250 km/h |
| Cấp 5 | Sóng cồn               | ≥19 ft | ≥19 ft | ≥5,5 m | ≥5,5 m |
| Cấp 5 | Áp suất tâm bão        | <27,17 inch Hg | <27,17 inch Hg | <690 mm Hg | <690 mm Hg |
| Cấp 5 | Khả năng gây thiệt hại | Có thể gây thiệt hại cho toàn bộ một khu vực rộng lớn. Các ngôi nhà nhỏ và công trình xây dựng công nghiệp bị đánh sập hoặc cuốn bay mái. Các công trình nhỏ bị cuốn bay, thiệt hại nặng nề cho các công trình lớn. Các biển hiệu và biển quảng cáo bị xé toạc hoặc thổi bay. Cây cối gãy đổ la liệt, ảnh hưởng nghiêm trọng tới hệ sinh thái. Ngập lụt gây thiệt hại cho các tầng thấp của mọi công trình ven biển. Có thể gây ra thảm họa và phải tản cư dân chúng. | Có thể gây thiệt hại cho toàn bộ một khu vực rộng lớn. Các ngôi nhà nhỏ và công trình xây dựng công nghiệp bị đánh sập hoặc cuốn bay mái. Các công trình nhỏ bị cuốn bay, thiệt hại nặng nề cho các công trình lớn. Các biển hiệu và biển quảng cáo bị xé toạc hoặc thổi bay. Cây cối gãy đổ la liệt, ảnh hưởng nghiêm trọng tới hệ sinh thái. Ngập lụt gây thiệt hại cho các tầng thấp của mọi công trình ven biển. Có thể gây ra thảm họa và phải tản cư dân chúng. | Có thể gây thiệt hại cho toàn bộ một khu vực rộng lớn. Các ngôi nhà nhỏ và công trình xây dựng công nghiệp bị đánh sập hoặc cuốn bay mái. Các công trình nhỏ bị cuốn bay, thiệt hại nặng nề cho các công trình lớn. Các biển hiệu và biển quảng cáo bị xé toạc hoặc thổi bay. Cây cối gãy đổ la liệt, ảnh hưởng nghiêm trọng tới hệ sinh thái. Ngập lụt gây thiệt hại cho các tầng thấp của mọi công trình ven biển. Có thể gây ra thảm họa và phải tản cư dân chúng. | Có thể gây thiệt hại cho toàn bộ một khu vực rộng lớn. Các ngôi nhà nhỏ và công trình xây dựng công nghiệp bị đánh sập hoặc cuốn bay mái. Các công trình nhỏ bị cuốn bay, thiệt hại nặng nề cho các công trình lớn. Các biển hiệu và biển quảng cáo bị xé toạc hoặc thổi bay. Cây cối gãy đổ la liệt, ảnh hưởng nghiêm trọng tới hệ sinh thái. Ngập lụt gây thiệt hại cho các tầng thấp của mọi công trình ven biển. Có thể gây ra thảm họa và phải tản cư dân chúng. |
| Cấp 5 | Mẫu bão                | bão Tip (1979) – bão Katrina (2005) – bão Wilma – bão Melor (2009) - bão Bopha (2012) – bão Haiyan (2013) – bão Rammasun (2014) - bão Patricia (2015) - bão Meranti (2016) - bão Mangkhut (2018) – bão Goni (2020) - bão Rai (2021) - bão Noru (2022) - bão Milton (2024) - bão Yagi (2024) | bão Tip (1979) – bão Katrina (2005) – bão Wilma – bão Melor (2009) - bão Bopha (2012) – bão Haiyan (2013) – bão Rammasun (2014) - bão Patricia (2015) - bão Meranti (2016) - bão Mangkhut (2018) – bão Goni (2020) - bão Rai (2021) - bão Noru (2022) - bão Milton (2024) - bão Yagi (2024) | bão Tip (1979) – bão Katrina (2005) – bão Wilma – bão Melor (2009) - bão Bopha (2012) – bão Haiyan (2013) – bão Rammasun (2014) - bão Patricia (2015) - bão Meranti (2016) - bão Mangkhut (2018) – bão Goni (2020) - bão Rai (2021) - bão Noru (2022) - bão Milton (2024) - bão Yagi (2024) | bão Tip (1979) – bão Katrina (2005) – bão Wilma – bão Melor (2009) - bão Bopha (2012) – bão Haiyan (2013) – bão Rammasun (2014) - bão Patricia (2015) - bão Meranti (2016) - bão Mangkhut (2018) – bão Goni (2020) - bão Rai (2021) - bão Noru (2022) - bão Milton (2024) - bão Yagi (2024) |

Mọi vận tốc gió dựa trên cơ sở trung bình một phút. Giá trị của áp suất tâm bão là xấp xỉ. Cường độ các cơn bão ví dụ là đo theo thời gian đổ bộ vào đất liền.

## Phê bình
Một số nhà khoa học, như Kerry Emanuel và Lakshmi Kantha, đã phê phán thang này là quá đơn giản hóa, chỉ ra rằng thang này không tính đến quy mô tự nhiên của cơn bão mà cũng không tính tới lượng giáng thủy do nó sinh ra. Ngoài ra, họ và một số người khác chỉ ra rằng thang Saffir–Simpson, không giống như thang Richter được dùng để đo động đất, là không bỏ ngỏ, và được lượng tử hóa thành một lượng nhỏ các cấp. Các phân loại thay thế được đề xuất bao gồm Chỉ số cường độ bão, dựa trên áp suất động lực do gió bão gây ra, và Chỉ số nguy hiểm bão, dựa trên tốc độ gió bề mặt, bán kính sức gió tối đa của cơn bão và tốc độ dịch chuyển của nó. Cả hai thang này đều liên tục và hơi giống thang Richter. Tuy nhiên, chưa có thang nào được các tổ chức chính thức sử dụng.

### Đề xuất mở rộng
Sau một loạt các trận bão mạnh của mùa bão Đại Tây Dương 2005, một vài nhà bình luận báo chí và một số nhà khoa học đã đề xuất việc đưa vào cấp 6, và họ gợi ý rằng cấp 6 là bão với sức gió trên 174 hoặc 180 mph (78–80 m/s; 150–155 knot; 280–290 km/h). Chỉ một số ít trận bão trong lịch sử đạt tới cấp giả thuyết này. Phần lớn trong số chúng là các trận siêu bão tây Thái Bình Dương, đáng chú ý như bão Tip năm 1979 với sức gió kéo dài 190 mph.
Theo Robert Simpson, không có lý do để có cấp 6 trên thang Saffir–Simpson là do nó được thiết kế để đo đạc thiệt hại tiềm năng của một cơn bão đối với các kết cấu nhân tạo. Nếu tốc độ gió của cơn bão là trên 155 mph (250 km/h) thì thiệt hại đối với một công trình xây dựng sẽ là "nghiêm trọng không phụ thuộc vào việc nó được xây dựng tốt như thế nào".